# Nazokat Qosimova
Nazokat Anvarovna Qosimova (kyrillisch Назокат Анваровна Қосимова; * 1969 in Taschkent, Usbekische SSR) ist eine usbekische Politologin und Hochschullehrerin. Sie ist Expertin für internationale Systeme und politische Fragen der globalen Entwicklung, der regionalen Integration und der regionalen Sicherheit, sowie für die Hochschulreform Usbekistans.

## Leben
Nazokat Qosimova wurde als Tochter des usbekischen Orientalisten, Indologen und Turkologen Anvar Qosimov geboren. 1991 absolvierte sie ihr Studium an der Fakultät für Geschichte der Nationalen Universität von Usbekistan. Im Jahr 1995 verteidigte sie ihre Dissertation (Thema: diplomatische Beziehungen zwischen den Vereinigten Staaten, Deutschland, Großbritannien und der Sowjetunion am Vorabend des Zweiten Weltkriegs). 2002 verteidigte sie an der Universität für Weltwirtschaft und Diplomatie (UWED) ihre Habilitation über die politisch-ökonomischen Aspekte der Beteiligung der Vereinigten Staaten an regionalen Integrationsprozessen.
In den Jahren 1993 und 1994 studierte sie an der Universität von Washington. Im Jahr 2000 absolvierte sie ein Praktikum am Woodrow Wilson International Science Center in Washington, 2008 an der Tsukuba University in Japan und 2011 an der American University/Fulbright-Programm.
Nazokat Qosimova ist Mitglied der Expertengruppe für Hochschulreform beim Ministerium für Hochschulbildung, Wissenschaft und Innovation in Usbekistan. Sie arbeitete auch in Zusammenarbeit mit einer Reihe von internationalen Organisationen und Projekten wie Futures Group International, EPOS Health Management, World Vision, Save the Children, Entwicklungsprogramm der Vereinten Nationen, CEP. Nazokat Qosimova ist Professorin an der Staatlichen Universität für Orientwissenschaften in Taschkent.

## Schriften (Auswahl)
Artikel
- Советско-германский пакт о ненападении и позиция Соединенных Штатов Америки: автореферат дисс. In: кандидата исторических наук. Taschkent 1995 (zu Dt.: Der sowjetisch-deutsche Nichtangriffspakt und die Position der Vereinigten Staaten von Amerika).
- НАФТА: Предпосылки создания и тенденция развития. In: Ssha. Kanada: Ekonomika, politika, kul'tura. 9. Januar 2001 (zu Dt.: NAFTA: Voraussetzungen für Entstehungs- und Entwicklungstrends).
- Национальные модели иностранной помощи. In: Журнал Вестник МГИМО университета. Band 6, 2011 (zu Dt.: Nationale Modelle der Auslandshilfe).
- Иностранная помощь и развитие в условиях глобализации. In: Журнал Вестник МГИМО университета. Band 6, 2011 (zu Dt.: Auslandshilfe und Entwicklung unter den Bedingungen der Globalisierung).
- Содействие международных организаций в поддержании стабильности и безопасности в Центральной Азии. Taschkent 2008 (zu Dt.: Unterstützung internationaler Organisationen bei der Aufrechterhaltung der Stabilität und Sicherheit in Zentralasien).
- Болонский процесс: тенденции развития и команда национальных экспертов. (zu Dt.: Bologna-Prozess: Entwicklungstrends und Team nationaler Experten).
- Реформа высшего образования в Узбекистане и элементы Болонского процесса. (zu Dt.: Hochschulreform in Usbekistan und Elemente des Bologna-Prozesses).